# 唐基明
唐基明（英語：Terry Tong Kei Ming，1950年7月29日—），香港新浪潮電影導演其中一員，曾任香港無綫電視戲劇組監製、現為邵氏兄弟電影監製兼製作總監。

## 背景
唐基明早年就讀英華書院，其胞兄唐基德為一名律師。唐基明在1969年畢業於麗的映聲第四期藝員訓練班。後來在1975年完成香港中文大學藝術系學士學位，並在同年加入無綫電視，任職資料搜集組員工，再調職宣傳部。直至1978年佳藝電視工作，並擔任電視劇《流星蝴蝶劍》的導演。他在佳視倒閉後到麗的電視參與製作劇集有《沈勝衣》、《天蠶變》、《天龍訣》等。其後在1980年首次執導電影《追捕》，拍到一半，公司易手，沒再拍下去，再過多兩年，總算拍到了真正第一部電影《殺出西營盤》。其後又曾執導《女人風情話》、《雞鴨戀》等電影，並曾於香港電影金像獎獲多項提名與獎項。
電影《烈火青春》拍了一半就把拍攝預算花光，令製作陷入困境。投資方找來唐基明收尾。
唐基明於1993年至2002年期間曾為香港廉政公署社區關係處擔任劇集導演，於2003年加入無綫電視擔任劇集監製，2012年離開並前往内地發展。唐基明現時亦擔任香港浸會大學電影學院講師，其後他在2021年加盟邵氏兄弟。

## 監製作品

### 2000年代
| 首播   | 劇名       | 合作演員                                                              |
| 2003年 | 非常外父   | 鄭少秋、葉 童、滕麗名、葉 璇、黎耀祥、湯盈盈、馬國明                  |
| 2004年 | 下一站彩虹 | 謝君豪、吳美珩、胡杏兒、李彩樺、陳敏之、馬國明、黎諾懿、單立文        |
| 2006年 | 潮爆大狀   | 鄭少秋、蘇玉華、陳鍵鋒、唐 寧、向海嵐、石 修、陳國邦、湯盈盈          |
| 2006年 | 東方之珠   | 汪明荃、郭晉安、佘詩曼、關菊英、秦 沛、石 修、黎諾懿、陳敏之、陳山聰  |
| 2007年 | 鐵咀銀牙   | 佘詩曼、陳小春、謝天華、陳敏之、元 華、惠英紅                         |
| 2008年 | 銀樓金粉   | 薛家燕、伍詠薇、秦 沛、伍衛國、楊思琦、陳秀珠、胡諾言、楊婉儀、胡定欣 |
| 2009年 | 桌球天王   | 鄭少秋、滕麗名、周麗淇、鄧健泓、郭政鴻、許紹雄                        |

### 2010年代
| 首播   | 劇名     | 合作演員                                               |
| 2010年 | 老公萬歲 | 苗僑偉、張可頤、謝天華、李綺虹、郭政鴻、王君馨         |
| 2010年 | 刑警     | 苗僑偉、黃日華、宣 萱、胡定欣、王浩信、陳秀珠、王君馨  |
| 2011年 | 怒火街頭 | 鄭嘉穎、胡杏兒、李璨琛、滕麗名、關禮傑、陳敏之、林子善 |
| 2012年 | 驚艷一槍 | 馬德鐘、歐錦棠、陳錦鴻、佘詩曼、陳松伶、文頌嫻         |
| 2013年 | 游劍江湖 | 郭羨妮、陳錦鴻、何家勁、陳 龍、陳怡蓉、李天翔          |
| 2017年 | 蘭花刼   | 蘇玉華、田蕊妮、唐 寧、陳錦鴻、黃智賢、胡諾言、胡定欣  |

## 導演作品

### 電影
| 年份 | 中文片名   | 職銜       | 主演                               | 香港票房（港圆） | 備註     |
| 1982 | 殺出西營盤 | 導演       | 秦祥林、岳華、焦姣、葉童           | 5,532,180        | 首部作品 |
| 1983 | 碼頭       | 導演       | 梁家仁、徐少強、成奎安、田豐、江毅 | 5,532,180        |          |
| 1984 | 黃禍       | 導演       | 鄧光榮                             | 3,611,406        |          |
| 1985 | 女人風情話 | 導演       | 鄭文雅、倪淑君、左燕翎、陳婉麗     | 1,964,987        |          |
| 1989 | 忠義群英   | 導演       | 鄭少秋、張學友、梁朝偉、莫少聰     | 6,646,992        |          |
| 1990 | 販母案考   | 導演       | 陸小芬、陳松勇、張國柱、斯琴高娃   |                  | 台灣電影 |
| 1991 | 雞鴨戀     | 導演       | 任達華、劉嘉玲、方中信、梁韻蕊     | 9,133,554        |          |
| 1992 | 與鴨共舞   | 編劇、導演 | 葉玉卿、任達華、吳君如、周文健     | 8,466,522        |          |
| 1993 | 痴心劫     | 導演、監製 | 陳捷文、劉慧敏、張國強             |                  |          |
| 1993 | 大昅嘢     | 監製       | 李中寧、陳寶蓮、黃光亮、村上麗奈   | 2,494,582        |          |

### 廉政公署電視劇
- 1994年：廉政行動1994（單元：黑白道、珠芒）
- 1996年：廉政行動1996（單元：另類遊戲、網中鷹）
- 1998年：廉政行動1998（單元：再見大龍鳳、買路錢）
- 2001年：廉政追擊（單元：阿郎故事、盜碼追蹤）
- 2014年：廉政行動2014（單元：蜘蛛）

## 電視綜藝節目（無綫電視）
- 1994年～1995年：「四字真言好易通」（擔任旁白為梁漢威，與黃霑合作主持）

## 外部連結
- 唐基明在香港影庫上的簡介
- 唐基明在时光网上的簡介（简体中文）
- 唐基明在豆瓣上的资料（简体中文）